# The Chinese Pilot
Pour plus de détails, voir Fiche technique et Distribution.
The Chinese Pilot (中国机长, Zhongguo jizhang, litt. « Le Pilote chinois ») est un film catastrophe chinois réalisé par Andrew Lau et sorti en 2019 en Chine. L'histoire est basée sur l'incident du vol Sichuan Airlines 8633 du 14 mai 2018 lors duquel un avion de ligne est forcé d'atterrir d'urgence après la rupture d'une partie du pare-brise du cockpit.
Il est premier du box-office chinois de 2019 lors de sa première semaine d'exploitation.

## Synopsis
Le commandant de bord Liu Chuanjian (Zhang Hanyu) se prépare pour un vol de routine de Chongqing à Lhassa avec ses deux copilotes, Xu Ruichen (Oho Ou (en)) et Liang Peng (Du Jiang) ainsi que les hôtesses de l'air supervisées par Bi Nan (Yuan Quan). L'appareil, un Airbus A319, semble n'avoir aucune irrégularité. Quarante minutes après le décollage, à 30 000 pieds d'altitude, le pare-brise éclate, aspirant partiellement l'un des copilotes en-dehors de l'avion. L'avion se dépressurise et sa communication radio devient inopérante. Pour aggraver les choses, l'avion est coupé du site d'atterrissage d'urgence le plus proche situé sur le plateau tibétain par une tempête. Le commandant Liu Chuanjian et son équipage sont les seuls espoirs de survie des 119 passagers.

## Fiche technique
- Titre : The Chinese Pilot
- Titre original : 中国机长 (Zhongguo jizhang)
- Autre titre : The Captain
- Réalisation : Andrew Lau
- Scénario : Yu Yonggan
- Musique : Chan Kwong-wing et Chen Zhiyi
- Photographie : Andrew Lau et Edmund Fung
- Montage : Azrael Chung, Sun Chi-man et Li Jian-xiang
- Production : Li Jinwen
- Société de production : Bona Film Group Limited, Alibaba Pictures et Huaxia Film Distribution (en)
- Société de distribution : Bona Film Group Limited
- Pays d’origine :  Chine et  Hong Kong
- Langue originale : mandarin
- Format : couleur
- Genres : catastrophe
- Durée : 111 minutes
- Date de sortie :
  - Chine : 30 septembre 2019
  - Malaisie et Singapour : 3 octobre 2019

## Distribution
- Zhang Hanyu : Liu Changjian
- Oho Ou (en) : Xu Yichen
- Du Jiang : Liang Dong
- Yuan Quan : Bi Nan
- Zhang Tian'ai (en) : Huang Jia
- Li Qin : Zhou Yawen
- Zhang Yamei : Zhang Qiuyue
- Yang Qiru : Yang Hui
- Gao Ge : Wu Yan